# TSV Eintracht Stadtallendorf
Turn- und Sportverein Eintracht 1920 e.V. Stadtallendorf é uma agremiação esportiva alemã, fundada em 1920, sediada em Stadtallendorf, no estado de Hessen.

## História
O departamento de futebol é parte de um clube desportivo que inclui seções de atletismo, badminton, ginástica, handebol, judô, natação e voleibol.
A origem remonta ao surgimento, na década de 1920, do Fußballverein Eintracht Allendorf. Em 1956, se fundiu com o Turn-und Sportverein Blau-Weiß Allendorf para formar a associação hoje constituída.
Entre 1965 e 1966, o TSV atuou na Landesliga Hessen Nord (IV), antes de se tomar parte da Landesliga Hessen Mitte (IV), em 1967, na qual jogou até ser rebaixado após terminar em 16º, em 1970. A equipe entrou em competições de nível inferior antes de aparecer na Bezirksoberliga Gießen-Marburg Nord (VI), entre 1991 e 1998. Conquistou seu caminho de volta à Landesliga Hessen Mitte (V), em 1998, após o primeiro lugar na Bezirksoberliga, e dez anos mais tarde conquistar o título da Landesliga para avançar à Oberliga Hessen (V).

## Títulos
| - Landesliga Hessen-Mitte (V) - Campeão: 2008 - Vice-campeão: 2004 - Bezirksoberliga Gießen-Marburg Nord (VI) - Campeão: 1998 | - Hessen Cup - Vice-campeão: 1963 |

## Cronologia recente
| Temporada | Divisão                 | Módulo | Posição |
| 1999–2000 | Landesliga Hessen-Mitte | V      | 5º      |
| 2000–01   | Landesliga Hessen-Mitte | V      | 7º      |
| 2001–02   | Landesliga Hessen-Mitte | V      | 5º      |
| 2002–03   | Landesliga Hessen-Mitte | V      | 3º      |
| 2003–04   | Landesliga Hessen-Mitte | V      | 2º      |
| 2004–05   | Landesliga Hessen-Mitte | V      | 3º      |
| 2005–06   | Landesliga Hessen-Mitte | V      | 3º      |
| 2006–07   | Landesliga Hessen-Mitte | V      | 10º     |
| 2007–08   | Landesliga Hessen-Mitte | V      | 1º ↑    |
| 2008–09   | Hessenliga              | V      | 8º      |
| 2009–10   | Hessenliga              | V      | 4º      |
| 2010–11   | Hessenliga              | V      | 8º      |
| 2011–12   | Hessenliga              | V      | 15º     |
| 2012–13   | Hessenliga              | V      | º       |

## Fonte
- Grüne, Hardy (2001). Vereinslexikon. Kassel: AGON Sportverlag ISBN 3-89784-147-9